# Correttori alle Leggi
Nella Repubblica di Venezia, quella dei Correttori alle Leggi era una magistratura straordinaria eletta dal Maggior Consiglio per apportare tutte le modifiche necessarie ad aggiornare e riformare le leggi o le norme e le procedure dello Stato, dei Consigli e delle diverse Magistrature, ogni qualvolta se ne ravvisasse la necessità.

## Storia e funzioni della magistratura dei Correttori
La pratica derivava dall'antica tradizione romana, nella quale era compito e potestà del Pretore mantenere sempre aggiornate al contesto e alle necessità vigenti le leggi in vigore. Un simile uso si giustificava con l'eccezionale continuità del diritto veneziano (lo Stato, che già ereditava la tradizione giuridica e legislativa romano-bizantina, durò per più di un millennio), con la conseguenza che le leggi avevano spesso origini molto antiche e richiedevano la necessità di essere adeguate nel tempo alle mutate circostanze e usi.

La magistratura aveva forma di collegio, con un numero variabile di membri a seconda delle necessità. Correttori alle Leggi vennero costituiti negli anni 1280, 1325, 1400, 1416, 1554, 1577, 1585, 1595, 1605, 1612, 1616, 1623, 1635, 1639, 1655, 1667, 1704, 1761, 1765.